# 클레차크

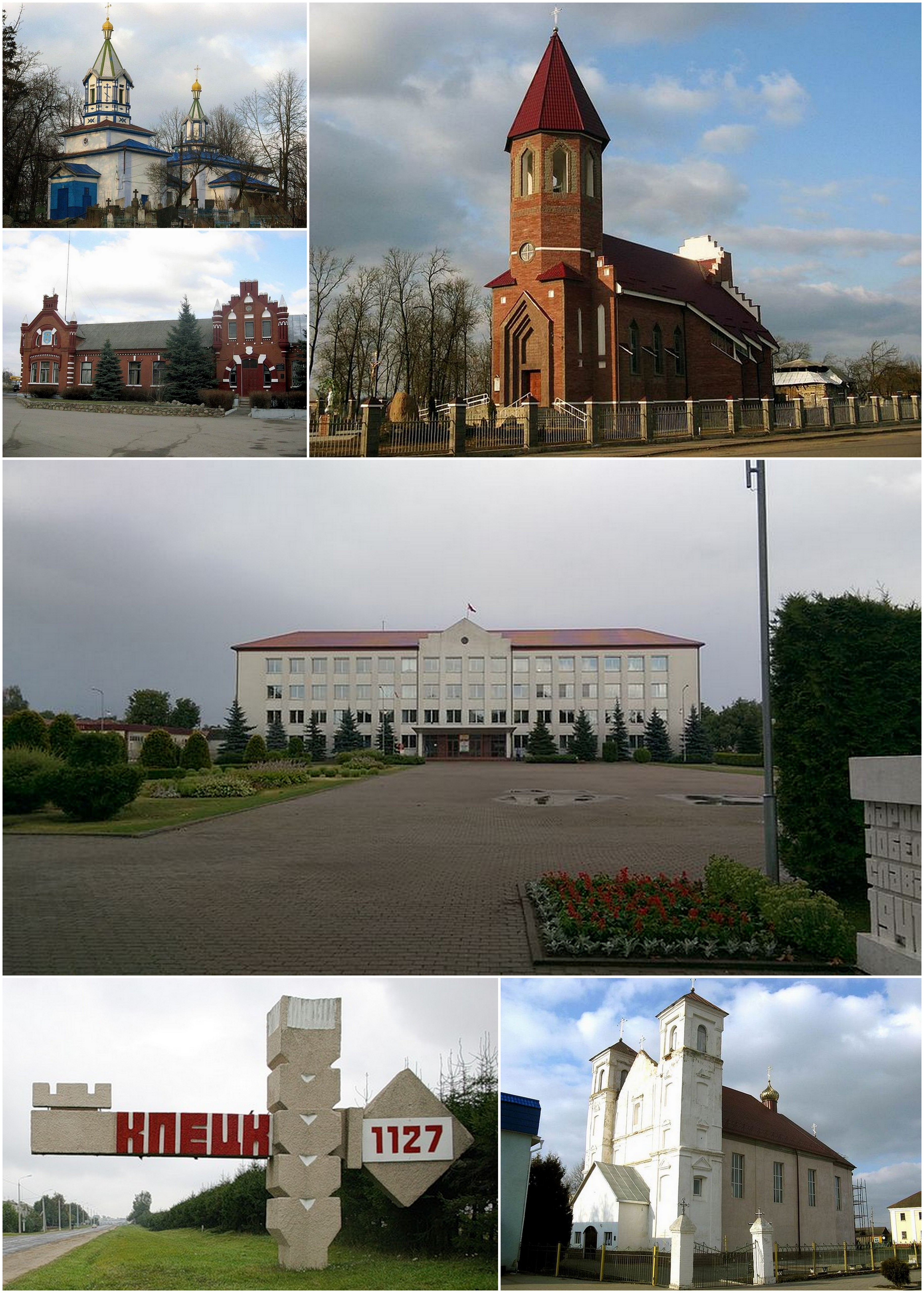

클레차크(벨라루스어: Кле́цак, 러시아어: Клецк 클레츠크[*], 폴란드어: Kleck 클레츠크[*])는 민스크 주 클레츠키 군에 있는 도시이다. 인구는 11.000명이다.

## 유명인
- 스타니스와프 키슈카(Stanisław Kiszka)
- 알브레흐트 라지비우(Albrecht Antoni Wilhelm Radziwiłł)
- 미하우 라지비우(Michał Hieronim Radziwiłł)
- 도미니크 라지비우(Dominik Mikołaj Radziwiłł)
- 유제프 라지비우(Józef Mikołaj Radziwiłł)